# Religião na Coreia do Sul
A Religião na Coreia do Sul é dominada pela presença da fé budista tradicional. Possui um grande crescimento de denominação cristã (composto de cristãos católicos e protestantes de várias denominações). A prática de ambas as confissões tem sido fortemente influenciada pelo legado duradouro do confucionismo coreano, a religião nativa da Península Coreana. Nos últimos anos a religião protestante cresceu e alcançou em número a quantidade de budistas.

## Estatísticas
De acordo com estatísticas compiladas em 2005 pelo governo sul-coreano, aproximadamente 46,5% da população sul-coreana não manifesta uma preferência religiosa.
Da população religiosa, 40,8% são cristãos (dos quais 18,3% (no total) professam ser protestantes e 10,9% autodeclaram-se católicos), 22,8% são budistas, e o restante segue para vários novos movimentos religiosos, incluindo Jeungismo, Daesunismo, Cheondoísmo, Taoísmo, Confucionismo e o budismo Won.[carece de fontes?]
Grandes áreas metropolitanas apresentaram as maiores proporções de pessoas pertencentes a grupos religiosos formais: 49,9% em Seul, 46,1% para Busan, e 45,8%  para Daegu. A Coreia do Sul possui o terceiro maior percentual de cristãos no leste da Ásia ou do Sudeste Asiático, superado apenas pela Filipinas e Timor-Leste.[carece de fontes?]
Exceto para os grupos cristãos, que mantêm uma distinção bastante diferenciada entre crentes e não crentes, há uma certa ambiguidade nestas estatísticas. Por exemplo, não existe um critério exato ou exclusiva por que os budistas ou confucionistas podem ser identificados. Embora existente em outros países, a linhagem de refúgio, um compromisso que distingue entre budistas e não-budistas se desintegrou no país, e é difícil de encontrar porque a religião é vista como hereditária. Muitas pessoas fora dos grupos formais foram profundamente influenciadas por essas tradições. Além disso, não é raro que os coreanos pratiquem rezas e orações em templos budistas, participem de ritos ancestrais de Confúcio, e até mesmo consultem um xamã. Além disso, as estatísticas podem sub-representar o número de pessoas pertencentes a religiões novas. Algumas fontes têm dado o número de adeptos do Ch'ondogyo como mais de 1 milhão.[carece de fontes?]
Dada a grande diversidade de expressão religiosa, o papel da religião no desenvolvimento social da Coreia do Sul tem sido complexa. Algumas tradições são respeitadas como importantes bens culturais e não como rituais de adoração. O Confucionismo continua a ser importante como uma ética social, a sua influência é evidente na imensa importância e os coreanos atribuem à educação. O cristianismo é identificado com a modernização e reforma social. Muitos cristãos na Coreia do Sul contemporânea, como o político veterano e líder oposicionista Kim Dae Jung, um católico, declaram-se defensores dos direitos humanos e críticos do governo. Existe também a igreja da unificação,
liderada pelo reverendo sun myong moon (1920-2012), cuja autobiografia é o livro mais vendido da Coreia do Sul.[carece de fontes?]

## Budismo
O Taoísmo, que incide sobre o indivíduo na natureza e não do indivíduo na sociedade, e também o budismo,  foi levado ao Sul da China durante o período dos Três Reinos (quarto de século VII d.C). Símbolos tãoístas são vistos nas pinturas nas paredes dos túmulos Koguryo. O budismo foi a influência dominante religiosa e cultural durante dinastia Shilla (668-935) e Koryo (918-1392). O Confucionismo também foi trazido para a Coreia do Sul pela China, há vários séculos, mas ela ocupava uma posição de subordinação até o estabelecimento da dinastia Choson e a perseguição do budismo, realizada pelo início da dinastia Choson.[carece de fontes?]
O budismo é mais forte e o mais tradicional do leste do país, nomeadamente responde por mais da metade da população religiosa sas região de Gangwon. Há um número notável de escolas budistas na Coreia. Muitos adeptos do budismo combinam a prática budista com o xamanismo.[carece de fontes?]
Budismo na Coreia do Sul é dominada pela Ordem Jogye, uma seita sincrética, tradicionalmente ligado à tradição Seon. A maioria dos templos antigos e famosos do país, como Bulguksa e Beomeosa, são operados pela Ordem Jogye, que tem sede em Jogyesa no centro de Seul. Outras tradições budistas na Coreia do Sul incluem o "Taego" e "Cheontae". Taego é uma forma de Seon (Zen), enquanto o Choentae é um revival moderno da linhagem Tai T'ien na Coreia do Sul, focalizando o Sutra de Lótus. Outra linhagem, o Jingak, é uma forma de budismo Vajrayana. Tanto o Jogye e ordens Cheontae exigem que seus monges sejam celibatário, enquanto o Taego e ordens Jingak permitem aos sacerdotes que sejam casados. Existem muitas outras pequenas denominações na Coreia do Sul e ainda desconhecidas no Ocidente.
[carece de fontes?]

## Cristianismo

### Igreja Católica Romana
Missionários católicos chegaram à Coreia do Sul em 1794, uma década após o retorno do primeiro batizado coreano em uma visita a Pequim. No entanto, os escritos de Matteo Ricci, que foi um dos primeiros missionários jesuítas a residir na corte imperial em Pequim (início do século XVII), foi trazido da China para a Coreia no século XVII. Parece que os estudiosos do Sirhak, ou aprendizagem prática, estavam interessados nesses escritos. O governo proibiu o proselitismo do cristianismo. Alguns católicos foram executados durante o século XIX, mas a lei anticristã não era rigorosamente cumprida. Por volta de 1860, havia cerca de 17.500 católicos no país. Seguiu-se uma perseguição mais rigorosa, em que milhares de cristãos morreram, perseguição essa que perdurou até 1884.[carece de fontes?]
Igrejas protestantes
Missionários protestantes entraram na Coreia durante a década de 1880 e, juntamente com os padres católicos, converteram um número notável de coreanos. Missionários presbiterianos e metodistas também foram bem-sucedidos em seu proselitismo. Eles fundaram escolas, universidades, hospitais e orfanatos e desempenharam um papel importante na modernização do país. Durante a ocupação colonial japonesa, os cristãos estavam nas fileiras da frente da luta pela independência. Fatores que contribuem para o crescimento do protestantismo incluem o estado degenerado do budismo coreano, os esforços dos cristãos para conciliar os valores cristãos e o confucionismo (o último a ser visto como meramente uma ética social e não uma religião), o incentivo à auto-sustentação e auto-governo entre os membros da igreja coreana, e a identificação do cristianismo com o nacionalismo coreano.[carece de fontes?]
A profusão de torres de igrejas na maioria das cidades sul-coreanas tem frequentemente chamado a atenção. O cristianismo cresceu exponencialmente nos anos 1970 e 1980, e apesar de um crescimento mais lento na década de 1990, superou o budismo no número de adeptos. Igrejas protestantes, incluindo presbiterianos, pentecostais, batistas e metodistas, perfazem cerca de 18% da população total, enquanto os católicos romanos ocupam cerca de 6%. Os cristãos são especialmente fortes no oeste do país, incluindo Seul e Gyeonggi.[carece de fontes?]

### Santos dos Últimos Dias
A Igreja de Jesus Cristo dos Santos dos Últimos Dias foi estabelecida na Coreia do Sul em 1951, durante a Guerra da Coreia. Entre os primeiros mórmons do país, esteve o coreano Ho Kim Jik, convertido ao concluir seus estudos nos Estados Unidos. Kim se tornou um influente líder do governo coreano e abriu o caminho para os missionários praticarem o proselitismo na Coreia.[carece de fontes?]

### Testemunhas de Jeová
Em 1912, representantes das Testemunhas de Jeová iniciaram sua obra de instrução bíblica na Coreia. Até agora, elas já imprimiram quase 700 mil Bíblias em coreano e toda semana dirigem mais de 70 mil estudos bíblicos gratuitos. Há mais de 1.300 congregações no país, onde são realizadas reuniões semanais de instrução bíblica, abertas ao público. As Testemunhas de Jeová também têm um longo histórico de congressos anuais na Coreia do Sul. O primeiro foi realizado em 1954. Esses programas são apresentados ao público não só em coreano, mas também, desde 1997, em língua de sinais coreana. Em 2009, as Testemunhas de Jeová realizaram um congresso internacional em Seul com mais de 58 mil pessoas na assistência, incluindo mais de 6.500 congressistas de 11 países. A sede das Testemunhas de Jeová em Seul foi aberta em 1953.[carece de fontes?]
As Testemunhas de Jeová estão na Coreia do Sul há mais de cem anos e têm liberdade de adoração — exceto aquelas que são objetoras de consciência ao serviço militar. Desde a época da Guerra da Coreia até hoje, o governo do país abre processos contra as Testemunhas de Jeová que se recusam a prestar serviço militar e não oferece nenhuma alternativa para resolver o problema. Por causa disso, a Coreia do Sul já condenou mais de 18 mil Testemunhas de Jeová que não quiseram prestar serviço militar. Somadas, as penas que todas essas Testemunhas receberam ultrapassam 35 mil anos de prisão.
O Comitê de Direitos Humanos das Nações Unidas já por várias vezes pediu mudanças na Coreia do Sul. Desde 2006, o comitê emitiu cinco decisões envolvendo mais de 500 objetores de consciência * e, em todas elas, foi decidido que a Coreia do Sul deve adotar medidas legislativas que garantam o direito à objeção de consciência.[carece de fontes?]
Por causa do Dia Internacional da Objeção de Consciência, a Anistia Internacional, uma organização de direitos humanos com sede em Londres, publicou em 13 de maio de 2015 um artigo que abordava o tratamento que a Coreia do Sul dá aos objetores de consciência. O artigo tratou principalmente da situação de jovens Testemunhas de Jeová em idade militar e suas dificuldades ao enfrentar a atual lei sul-coreana. Naquela mesma semana, vários órgãos internacionais de imprensa, como a emissora CNN e o jornal The Washington Post, publicaram matérias sobre objeção de consciência e sobre jovens Testemunhas de Jeová que adotam essa posição.

## Xamanismo coreano
Os coreanos, como outros do leste asiático, têm sido, tradicionalmente, ecléticos e não exclusivos nos seus compromissos religiosos. Sua visão religiosa não tem sido condicionada por uma fé única e exclusiva, mas por uma combinação de crenças e credos indígenas importados no país. Embora o xamanismo coreano é essencialmente monoteísta, com a crença em um único Deus Criador ( "Hwan-in" em coreano, mais tarde também Haneul-nim, 하늘님 / 하느님, ou HANEU-nim, 하나님, que são versões utilizadas por católicos e coreano protestantes, respectivamente), a crença em um mundo habitado por espíritos é provavelmente a mais antiga forma de vida religiosa coreana, que remonta aos tempos pré-históricos. Há um panteão bastante desorganizado de literalmente milhões de deidades, espíritos e fantasmas, que vão desde os generais "deus" que governam os diferentes bairros do céu aos espíritos da montanha (sansin). Este panteão inclui também divindades que habitam as árvores, cavernas sagradas, e pilhas de pedras, bem como espíritos da terra, as divindades tutelares das famílias e aldeias, duendes travessos, e os fantasmas de pessoas que em muitos casos, encontrou uma morte violenta ou trágica. Esses espíritos dizem ter o poder de influenciar ou mudar a vida homens e mulheres.[carece de fontes?]
Xamãs coreanos são semelhantes em muitos aspectos, àqueles encontradas na Sibéria, Mongólia e na Manchúria. Eles também lembram o Yuta encontrado nas Ilhas Ryukyu, em Okinawa, no Japão. Cheju é também um centro de xamanismo.[carece de fontes?]